# 渡された場面
『渡された場面』（わたされたばめん）は、松本清張の長編推理小説。「禁忌の連歌」第1話として『週刊新潮』に連載され（1976年1月1日号 - 1976年7月15日号）、1976年11月に新潮社から刊行された。並行する二つの場面の、一つの筋への繋がりを描くミステリー長編。
これまでに3度テレビドラマ化されている。

## あらすじ
玄界灘に面した漁港の町の大旅館・千鳥旅館に、作家の小寺康司が滞在していた。係女中の真野信子は、小寺の不在中に、好奇心にひかれて未完の原稿を読み、書き写した。恋人の下坂一夫の役に立てばとの思いからであった。下坂は小寺の文章を陳腐・古臭いとして、まったく興味を示さないように見えたが……。
四国の県警捜査一課長・香春銀作は、好きで時々文芸雑誌を拾い読みしていたが、ある時、下坂一夫という人物の作品が同人雑誌評で取り上げられているのを目にする。読み終えて、起訴になっている未亡人・山根スエ子殺害事件の実況見分調書の一部と、下坂の文章の一部がそっくりであるのに気づく。香春は下坂一夫が作品創作のために現場付近に行ったことがあると考え、懸案の山根スエ子殺害事件解決の手がかりになればと、下坂に確認をとろうとするが……。

## 主な登場人物
- 原作における設定を記述。

香春銀作
四国の県警捜査一課長。文学好きで県警部内の同人雑誌に小説を投稿している。
下坂一夫
唐津の同人雑誌『海峡文学』に作品を発表している。抽象的な文学理論を云い、非文学的なものを軽蔑している。29歳。
真野信子
下坂の恋人。千鳥旅館の女中。
小寺康司
中堅どころとして期待の声もあがっている小説家。千鳥旅館に滞在している。39歳。
古賀吾市
『海峡文学』同人。漁船員。
景子
博多のバーの女。東京出身。下坂の子を身篭る。
越智達雄
四国の県警捜査一課警部補。

## エピソード
- 佐野洋は「『渡された場面』に出てくる証人の供述で足音がピタピタ聞こえる場面は、松山事件で冤罪を着せられた斎藤幸夫さんの上申書と同じ」と述べ、著者が同事件の調書を入手し読んでいたと推測している[1]。
- 中国本土において、本作を原作と銘打ったテレビドラマ「錯位（zh:错位 (网络剧)）」が2023年に制作され[2]、2024年7月11日から7月20日にかけて、iQIYIで全15回のテレビドラマとして配信された[3]。刑事が作家の新作の内容が事件の詳細と非常に類似していることを発見したことで事件の捜査が進展するモチーフが使用され、無名だったものの最新作が評判となった作家を佟大為が演じた。

## テレビドラマ

### 1978年版
1978年4月27日から1978年5月18日まで、テレビ朝日系列の「ナショナルゴールデン劇場」枠木曜（21:00-21:54）にて、全4回の連続ドラマとして放映。
キャスト
- 越智達雄：杉浦直樹
- 真野信子：太地喜和子
- 織田あきら
- 夏純子
- 三上真一郎
- 松出省二

スタッフ
- 脚本：金子成人
- 監督：田中利一
- 制作：東映

| テレビ朝日系列 ナショナルゴールデン劇場  | テレビ朝日系列 ナショナルゴールデン劇場 | テレビ朝日系列 ナショナルゴールデン劇場 |
| 前番組                                   | 番組名                                  | 次番組                                  |
| ---------------------------------------- | --------------------------------------- | --------------------------------------- |
| 竹の子すくすく （1977.12.1 - 1978.4.20） | 渡された場面 （1978.4.27 - 5.18）       | 敵か?味方か?3対3 （1978.5.25 - 7.6）    |

### 1987年版
「松本清張スペシャル・渡された場面」。1987年7月7日と7月14日、日本テレビ系列の「火曜サスペンス劇場」枠（21:02-22:51）にて、前後編放映。視聴率は前編が19.3％、後編が20.4％（ビデオリサーチ調べ、関東地区）。山根スエ子殺害事件の舞台を秩父市として、埼玉県警の越智を捜査の中心人物に設定している。
キャスト
- 越智達雄：古谷一行 （埼玉県警の刑事。趣味で小説を書く）
- 真野信子：坂口良子 （呼子町「金丸旅館」の仲居）
- 柴田景子：芦川よしみ （博多のホステス）
- 山根スエ子：松尾嘉代 （秩父在住の高利貸）
- 越智の妻：結城しのぶ
- 鈴木延次郎：春田純一 （秩父の小池製材所勤務の青年）
- 末田三郎：河原さぶ （秩父の村上採石場の元労働者）
- 小寺康司：長門裕之 （九州のベテラン小説家）
- 門野順三：下川辰平 （秩父署の巡査部長）
- 古賀吾市：中西良太 （「海峡文学」同人の漁師）
- 下坂一夫：京本政樹 （小説家志望で「海峡文学」主宰者）
- 下川江那、松本朝生、伊達三郎、伊庭剛、沖田さとし、松浪志保、伊沢一郎、若林哲行、小寺大介　ほか

スタッフ
- 脚本：大野靖子
- 監督：松尾昭典
- 音楽：三枝成章
- 助監督：油谷誠至
- ロケ協力：呼子町観光協会、全日本空輸、阪九フェリー
- プロデュース：嶋村正敏、上窪泰司、林悦子
- 制作：日本テレビ、NTV映像センター、霧企画

| 日本テレビ系列 火曜サスペンス劇場    | 日本テレビ系列 火曜サスペンス劇場                 | 日本テレビ系列 火曜サスペンス劇場  |
| 前番組                               | 番組名                                            | 次番組                             |
| ------------------------------------ | ------------------------------------------------- | ---------------------------------- |
| 六月の花嫁4 悪夢の花嫁 （1987.6.23） | 松本清張スペシャル 渡された場面 （1987.7.7 - 14） | 妻愛人同伴殺人ツアー （1987.7.21） |

### 2005年版
「松本清張特別企画・渡された場面」。2005年4月17日、BSジャパンの「BSミステリー」枠（21:00-23:18）にて放映。地上波では、同年4月20日、テレビ東京系列の「水曜ミステリー9」枠（21:00-23:18）にて放映。
キャスト
- 香春銀作：三浦友和 （愛媛県警捜査一課長）
- 下坂一夫：佐野史郎 （小説家志望で「海峡文学」主宰者）
- 真野信子：高岡早紀 （呼子町「鶴屋旅館」の仲居）
- 越智徳松：石倉三郎
- 安永景子：秋本奈緒美
- 古賀吾市：梨本謙次郎
- 国広警部補：曽我廼家文童
- 小寺康司：寺田農 （小説家）
- 小寺智子：浅田美代子
- 鈴木民江：水野久美
- 磯貝五十六：中村敦夫
- 門野順三：江藤潤
- 下坂昭子：浅利香津代
- 江頭庄吉：梅津栄
- 今西（刑事）：宍戸勝
- 渋谷亜希
- 筑紫文明：草薙幸二郎
- 田口計
- 山村美智
- 伊佐山ひろ子
- 鈴木延次郎：吉見一豊
- 杜澤泰文
- 三升家小勝
- 渡辺信子
- 服部妙子
- 横尾香代子
- 武田大和
- 森崎えいじ
- 小川真実
- 小倉功
- 琵琶弓子
- 鎌田忠雄
- 松尾あぐり
- 神谷清子

スタッフ
- 脚本：中岡京平
- 監督：杉村六郎
- 撮影協力

東温市日浦地区、呼子町、松山市、福岡市、フィルムコミッション唐津、国民宿舎虹の松原ホテル、唐津焼やすかわ炎群、唐津市役所呼子支所、呼子つるや、昭和自動車、エス・ジー・シー佐賀航空、三瀬村観光協会
福岡フィルムコミッション、えひめフィルム・コミッション、西日本鉄道、西鉄観光バス、明屋書店大街道店、埼玉県坂戸市役所、ニュークラブ・テナス、鎌倉第二警察犬訓練所ほか
- 技術協力：ケイ・デジタル・ネットワーク
- 美術協力：アイ・アール
- ポスプロ：3one
- プロデュース：中川順平、鶴間和夫、川渕豊喜
- 制作：C.A.L、テレビ東京、BSジャパン

| テレビ東京系列 水曜ミステリー9（第1期）                                            | テレビ東京系列 水曜ミステリー9（第1期）     | テレビ東京系列 水曜ミステリー9（第1期）         |
| 前番組                                                                             | 番組名                                      | 次番組                                          |
| ---------------------------------------------------------------------------------- | ------------------------------------------- | ----------------------------------------------- |
| 人情刑事・宮本清四郎 (原作：笹沢左保) （2005.3.30） 【前作まで女と愛とミステリー】 | 松本清張特別企画 渡された場面 （2005.4.20） | 検察官キソガワ (原作：鈴木あつむ) （2005.4.27） |